# دوباج
دوباج، روستایی است از توابع بخش لشت نشا شهرستان رشت در استان گیلان ایران که در همسایگی با روستاهای رودپشت و جلیدان و نوده قرار دارد. 

## جمعیت
این روستا در دهستان علی‌آباد زیباکنار قرار دارد و براساس سرشماری مرکز آمار ایران در سال ۱۳۸۵، جمعیت آن ۱۵۷ نفر (۴۶خانوار) بوده‌است.